# هارولد کراکفورد
هارولد کراکفورد (انگلیسی: Harold Crockford; ۲۵ سپتامبر ۱۸۹۳ – ۱۵ دسامبر ۱۹۸۳) بازیکن فوتبال اهل بریتانیا بود.
از باشگاه‌هایی که در آن بازی کرده‌است می‌توان به باشگاه فوتبال بدفورد تاون، باشگاه فوتبال والسال، باشگاه فوتبال فولام، باشگاه فوتبال دارلینگتون، باشگاه فوتبال گیلینگام، باشگاه فوتبال تانبریج ولز، باشگاه فوتبال اکستر سیتی، باشگاه فوتبال چسترفیلد، باشگاه فوتبال نوریچ سیتی، و باشگاه فوتبال پورت ویل اشاره کرد.